# Cempsos
Os cempsos (em latim: Cempsii) foram uma tribo que habitou o sudoeste da Península Ibérica na Antiguidade. Habitavam a região do Cinético (em latim, Cyneticum), nome dado na Antiguidade ao Algarve, e faziam parte dos cinetes, motivo pelo qual, mais tarde, Avieno deu o nome de Lugo Cépsico (lugum cempsicum) ao actual cabo Espichel. Os cempsos viveram na região conhecida como "Campo Cúneo (Cuneum Ager), sendo assim uma variante étnica dos cónios, talvez com fortes influências lígures ou célticas. Estas hipóteses, no entanto, permanecem em aberto, na falta de qualquer indício significativo que permita elucidar melhor esta questão.
Nicolae Densusianu, na sua obra Dacia Pré-histórica, localiza a tribo dos cempsos nas proximidades do Cănicea, numa aldeia da Roménia habitada nessa época pelos coniscos.